# Dusona nagatomii
Dusona nagatomii är en stekelart som först beskrevs av Kusigemati 1990. 
Dusona nagatomii ingår i släktet Dusona och familjen brokparasitsteklar. Inga underarter finns listade i Catalogue of Life.